# Simon de Montalivet
Pour les autres membres de la famille, voir Famille Bachasson de Montalivet.
Simon-Pierre-Joseph Bachasson, comte de Montalivet (2 mars 1799, Paris - 12 octobre 1823, Girone), est un militaire et homme politique français.

## Biographie
Fils du comte Jean-Pierre Bachasson de Montalivet, il suivit la carrière militaire et atteint le grade de lieutenant. Il fut appelé à siéger à la Chambre des pairs après le décès de son père, en juin.
Il fut tué à l'expédition d'Espagne avant d'avoir pu prendre son siège.

## Sources
- « Montalivet (Simon-Pierre-Joseph Bachasson, baron de) », dans Adolphe Robert et Gaston Cougny, Dictionnaire des parlementaires français, Edgar Bourloton, 1889-1891 [détail de l’édition]